# 伏見ヶ滝
伏見ヶ滝（ふしみがたき）は福島県会津若松市東山町の東山温泉にある滝で、東山四大滝の一つ。阿賀野川の支流である湯川にある。雄滝（落差約5メートル）と雌滝（落差約6メートル）からなる（写真は雄滝）。古くから伝説が多い滝である。

## 藤身ヶ滝悲恋の伝説
昔むかし、あるところに藤という娘がいた。ある男に想いを寄せていたその娘が、その恋が叶うようにと滝の不動明王に願掛けをしていると、明王が現れ「東山の入口に松の古木がある。その松の木に石を投げ、その石が枝に留まり落ちてこなかったら願いはかなう」と言った。娘は何度も何度も石を投げたが、すべて枝に留まることなく落ちてしまった。悲嘆した娘はこの滝に身を投げてしまったそうな。それ以来人々はこの滝を藤身ヶ滝と呼ぶようになり、今では伏見ヶ滝と呼ばれるようになったそうな。

## 交通アクセス
- 東山温泉『庄助の宿 瀧の湯』付近